# Sì (álbum de Andrea Bocelli)
Sì é o décimo sexto álbum de estúdio do tenor italiano Andrea Bocelli, lançado em 28 de outubro de 2018. É o primeiro álbum de inéditas de Bocelli desde o lançamento de Andrea, em 2004. Bocelli divide os vocais com seu filho Matteo Bocelli (na faixa "Fall on Me") e com o cantor inglês Ed Sheeran (em "Amo soltanto te"), que marca a segunda colaboração entre os dois artistas desde "Perfect Symphony", lançada no ano anterior. Dua Lipa e Josh Groban também são convidados especiais do projeto.
A versão Deluxe do álbum inclui diversas faixas bônus, enquanto uma outra versão Sì - Diamond Edition acrescenta um disco-extra com versões em espanhol das canções do álbum original, bem como uma versão francesa de "Ali di libertà" e uma versão em mandarim de "If Only", com participação da cantora taiwanesa A-Mei. Sì foi premiado como Álbum da Semana pela BBC Radio 2, que também foi responsável pela estreia de algumas de suas faixas.
O álbum estrou em primeira posição na UK Albums Chart e na Billboard 200, tornando-se o primeiro lançamento líder de Bocelli em ambos os países. É também o primeiro álbum clássico a alcançar a primeira posição no Reino Unido em mais de duas décadas.

## Antecedentes
Bocelli afirmou que ele e sua equipe de compositores e produtores haviam separado canções para trabalho há alguns anos, mas não gravou nenhuma delas até esse ano. O tenor italiano explicou que como sua família é "o mais importante ponto de referência em sua vida", ele desejava "celebrar" seus familiares no álbum incluindo seu filho primogênito, Matteo, na faixa "Fall on Me", enquanto seu outro filho Amos é responsável pelo piano em duas faixas acústicas lançadas no material extra. A canção "Vivo" é dedicada a Veronica Berti, esposa de Bocelli.

## Divulgação
"Fall on Me" também faz parte dos créditos finais de The Nutcracker and the Four Realms, produção da Walt Disney Studios Motion Pictures dirigida por Lasse Hallström e Joe Johnston cuja trilha sonora foi lançada no mesmo dia em que o álbum de Bocelli. O tenor e seu filho apresentaram a canção durante o programa televisivo Dancing with the Stars em 22 de outubro.

## Performance comercial
Sì estreou na liderança da Billboard 200 com 126 mil cópias vendidas (das quais 123 mil representam vendas sólidas). É o primeiro álbum de Bocelli a emplacar a primeira posição nos Estados Unidos e primeiro álbum de música clássica a liderar a Billboard desde Noël, de Josh Groban, lançado em 2008.
No Reino Unido, o álbum estreou em primeiro lugar com vendas de 25,8 mil cópias, tornando-se o décimo primeiro álbum de Bocelli a alcançar as dez primeiras colocações. É também o primeiro álbum de música clássica a liderar a UK Albums Chart desde Titanic: Music from the Motion Picture, em 1998. 